# Zwarte Magica
Zwarte Magica (Engels: Magica De Spell) is een personage dat voorkomt in sommige stripverhalen met Dagobert en Donald Duck in de hoofdrol. Ze werd in 1961 bedacht door de Amerikaanse schrijver en tekenaar Carl Barks.
Net als veel andere personages in de verhalen is zij een antropomorfe eend. Ze is tevens een kwaadaardige heks en een van Dagoberts grootste vijanden.
Zwarte Magica verscheen voor het eerst in het verhaal The Midas Touch (1961). Barks schreef zelf in totaal negen verhalen waar Magica in voorkwam, waaronder The Many Faces of Magica de Spell (1964). Nadat Barks in 1966 met pensioen ging, hebben veel andere auteurs het personage opgepikt voor hun eigen verhalen.

## Creatie
Barks bedacht het personage om Dagobert Duck een nieuwe vaste tegenstander te geven, naast de reeds geïntroduceerde Zware Jongens en Govert Goudglans. Hij wilde van haar echter geen stereotiepe oude heks maken (zoals de destijds al bekende Madam Mikmak). In plaats daarvan maakte hij van Magica een jonge eend-vrouw. Barks liet zich voor Magica's uiterlijk onder andere inspireren door de Italiaanse actrices Gina Lollobrigida en Sophia Loren. Ook Morticia Addams van The Addams Family heeft mogelijk als inspiratie gediend voor het personage.

## Verhaallijnen
Magica komt uit Italië. Ze woont samen met een sprekende raaf in een hutje in het dorp Sulfietus, aan de voet van de vulkaan de Vesuvius. Hier heeft ze tevens haar eigen winkel in hekserijgerelateerde zaken. Ze wil koste wat het kost Oom Dagoberts geluksdubbeltje stelen om het vervolgens tot een amulet om te smelten in de lava van de Vesuvius. Dit amulet zal haar dan de gave geven van koning Midas, die volgens de mythe alles in goud veranderde wat hij aanraakte. Zo wil Magica de rijkste heks op aarde worden. Het stelen van dit dubbeltje is haar wel vaker gelukt, maar het omsmelten ervan nog nooit.
De raaf van Magica is een slim dier dat anderen zoals de detectives van Oom Dagobert om de tuin leidt of bespioneert, en soms zelf ook actief probeert te helpen bij het stelen van het geluksdubbeltje. In de serie DuckTales wordt gesuggereerd dat de raaf Magica's broer is (zie verder #Edgar Poe).
Zwarte Magica is bedreven in het uitoefenen van zwarte magie. Zij kan zich binnen luttele seconden omtoveren in allerlei personen of "echte" dieren. Ook verandert ze met haar toverstaf regelmatig anderen in "gewone" (d.w.z. niet-menselijke) dieren. Een veelvuldig gebruikt wapen van Zwarte Magica zijn de zogeheten poefbommetjes, waarmee zij tegenstanders voor enige tijd kan verblinden en desoriënteren. Ook gebruikt zij in enkele verhalen 'slavium', en iedereen die dat ruikt gehoorzaamt aan Zwarte Magica. Verder kan zij mensen hypnotiseren. Stereotiep kan zij ook net als een waarzegger in een glazen bol in de toekomst kijken of zien wat er op grote afstand gebeurt. Vanwege de bedreiging die zij vormt, schakelt Oom Dagobert regelmatig detectives in om haar te bespioneren.
De naam 'Zwarte Magica' verwijst natuurlijk in de eerste plaats naar zwarte magie. Daarnaast is zij ook normaal gesproken in het zwart gekleed.
In de reboot van Ducktales uit 2017 wordt vermeld dat Zwarte Magica werd verslagen door Dagobert en werd opgesloten in diens geluksdubbeltje. Bij dat gevecht kwam een geest vrij die Lena heette en die in de reeks het geluksdubbeltje probeert te pakken te krijgen om Zwarte Magica te bevrijden, omdat Lena ontstaan is uit Zwarte Magica kan zij Lena commanderen en haar bevrijden.

## Tekenfilms
Zwarte Magica speelde ook mee in sommige tekenfilms, waaronder de animatieserie DuckTales. Hier lijkt ze over wat meer kracht en rijkdom te beschikken; ze heeft een riante woning in vergelijking met het simpele hutje dat ze bewoont in de stripverhalen. In de televisieserie gebruikt ze haar toverkracht ook veel vaker.
Ze verscheen ook korte tijd in de tekenfilmserie Darkwing Duck.
De originele stem van Zwarte Magica werd onder andere ingesproken door June Foray en Catherine Tate. De Nederlandse stem werd onder andere ingesproken door Joke Bruijs, Ilse Warringa en Jorien Zeevaart.

## Edgar Poe
Magica heeft een broer genaamd Edgar Poe (Engels: Poe De Spell), wiens naam gebaseerd is op de Amerikaanse schrijver Edgar Allan Poe. Hij is ooit veranderd in een raaf; hoe dit is gebeurd, is onbekend. Magica heeft al veel spreuken gebruikt om Edgar weer normaal te maken, maar dit mislukte altijd. Wel heeft zij gezegd dat ze het geluksdubbeltje van Dagobert nodig heeft om het te laten lukken. Edgar kan (omdat hij vroeger een eend was) gewoon praten, maar tussen de zinnen door krast hij wel af en toe.
Edgar ziet er in zijn ravengedaante uit als een gewone raaf, maar soms heeft hij een hoed op.

## In andere talen
- Deens: Hexia de Trick
- Duits: Gundel Gaukeley
- Engels: Magica De Spell
- Fins:  Milla Magia
- Frans: Miss Tick
- IJslands: Hexía de Trix
- Indonesisch: Mimi Hitam

- Italiaans: Amelia
- Litouws: Magika Keryčia
- Noors: Magica fra Tryll
- Pools: Magika de Czar
- Portugees: Maga Patalójika of Maga Patalógika
- Spaans: Mágica
- Zweeds: Magica de Hex